# Palacio de Freixo
El palacio de Freixo es un edificio de la ciudad portuguesa de Oporto, construido en la ribera del río Duero. Constituye uno de los mejores ejemplos de arquitectura civil portuguesa de la época barroca.

## Historia del edificio

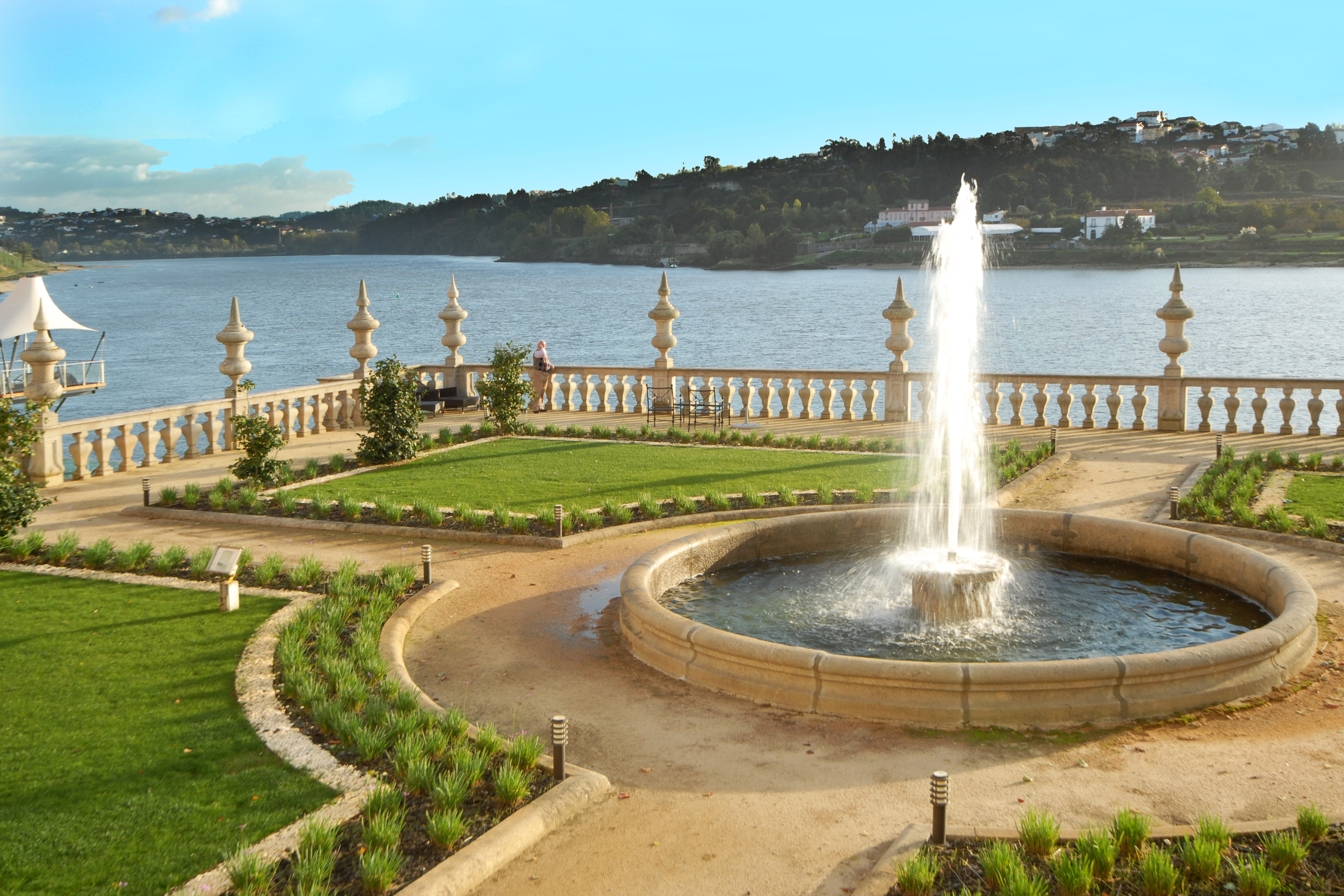
Pousada del palacio de Freixo

El palacio do Freixo fue construido en 1742 por encargo del caballero de la Orden de Malta Vicente Távora Noronha, siendo habitado por sus descendientes hasta el año 1850 cuando fue vendido a Antonio Afonso Velado, primer vizconde de Freixo.
En 1910, fue declarado Monumento Nacional y en 1986 pasó a ser propiedad de la Cámara Municipal de Oporto que consiguió transformarlo en una confortable y sobria Pousada de Portugal. 
En la actualidad, es uno de los establecimientos hoteleros más importantes de la ciudad. Está situado en la margen derecha del Duero, desde donde se divisan, una playa fluvial rodeada de gran vegetación, algunos de sus puentes y las magníficas vistas de Oporto con sus típicos tejados rojos y sus nobles edificios. 

## Características del edificio
El edificio, uno de los monumentos más notables del barroco portugués, fue diseñado por el arquitecto italiano Nicolau Nasoni, quién, pese al declive y dificultades del terreno consiguió una escenografía perfecta junto al río Duero y el propio paisaje del entorno, donde se ubican los hermosos jardines en terrazas que hoy se pueden contemplar.
El palacio, de planta cuadrangular, cuenta con cuatro torreones en cada ángulo, cubiertos por tejados piramidales. Sus muros son ondulantes y las escalinatas interiores y exteriores complementan la decoración del edificio. Destacan por su originalidad las cuatro fachadas, todas diferentes. Cada una de ellas se adorna con motivos florales, escudos de armas y medallones, confiriendo, en su conjunto, un estilo romántico y decadente. El arquitecto se inspiró en la propia escultura típica del barroco italiano donde abundan elementos acuáticos como algas, peces, líquenes, etc.
Como cualquier edificio notable, el palacio do Freixo también sufrió modificaciones a lo largo de su historia. Precisamente, el vizconde do Freixo hizo varias intervenciones, lo que vino a transformar su aspecto. La más importante fue la que convirtió al edificio en fábrica de harinas, de la que todavía se conserva una esbelta chimenea de ladrillo rojo junto a la piscina y terrazas exteriores del palacio. La chimenea está perfectamente integrada en el conjunto general del edificio. 